# Marcello Antony

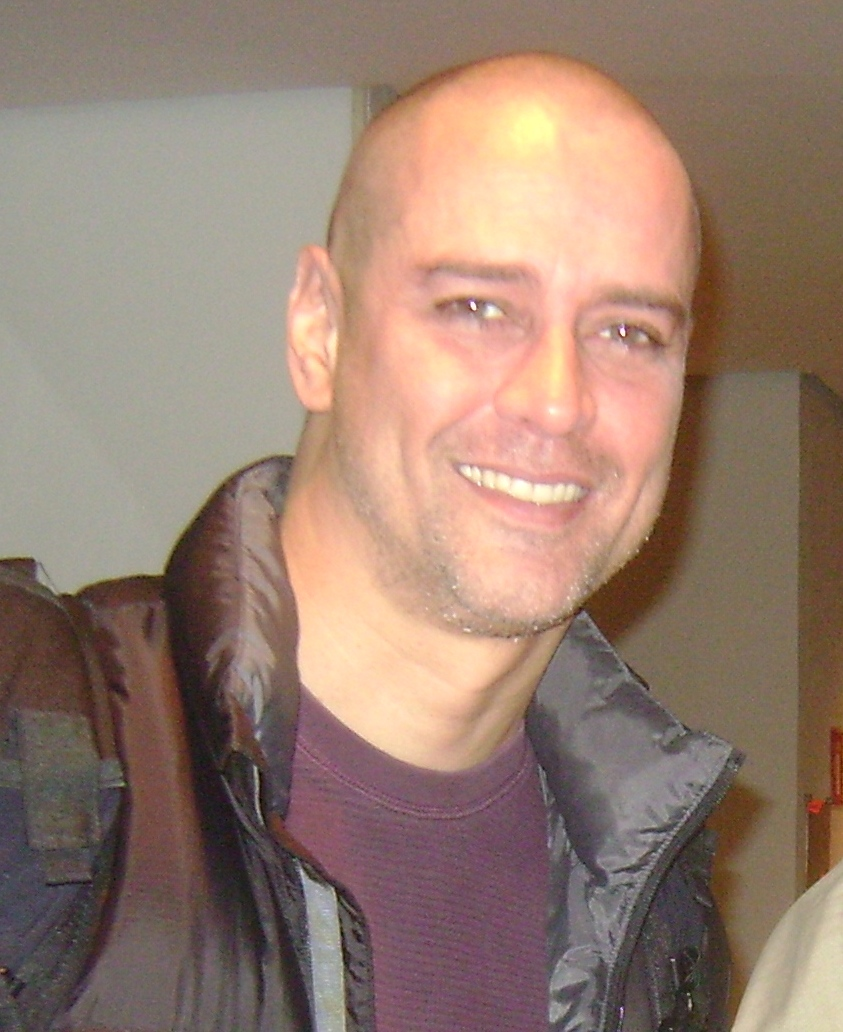
Marcello Antony

Marcello Couto de Farias (n. 28 ianuarie 1965) este un actor brazilian.

## Filmografie

### Televiziune
- 1996 - Războiul pasiunilor.... Bruno Berdinazzi
- 1996 - Salsa e Merengue.... Eugênio
- 1998 - Você Decide, Profissão: Viúva
- 1998 - Torre de Babel.... Guilherme Toledo
- 1998 - Você Decide, Minhas Caras Amigas
- 1999 - Terra Nostra.... Marco Antonio Maliano
- 2001 - Um Anjo Caiu do Céu.... Maurício
- 2002 - Coração de Estudante.... Leandro Junqueira
- 2003 - Femei îndrăgostite.... Sérgio Vasconcelos
- 2004 - Um Só Coração.... Rodolfo Sousa Borba
- 2004 - Stăpâna destinului.... Viriato Ferreira da Silva
- 2005 - Belíssima.... André Santana
- 2006 - Lu.... Carlos
- 2006 - Casseta & Planeta, Urgente!.... Creysson Jr.
- 2007 - Paraíso Tropical.... Cássio
- 2008 - Ciranda de Pedra.... Dr. Daniel Freitas
- 2010 - Passione.... Gerson Gouveia
- 2012 - As Brasileiras.... Edson
- 2012 - Fina Estampa.... Médico
- 2013 - Amor à Vida.... Eron

### Cinema
- 1998 – O Dia da Caça
- 1998 – A Casa de Açúcar
- 2001 – O Xangô de Baker Street
- 2001 – A Partilha
- 2003 – Viva Sapato!
- 2004 – Sexo, Amor e Traição
- 2008 - A Guerra dos Rocha
- 2009 - Flordelis - basta uma palavra para mudar